# Brian O'Malley (réalisateur)
Pour les articles homonymes, voir O'Malley.
Brian O'Malley est un réalisateur irlandais connu pour le film d'horreur Let Us Prey et son film de fantôme The Lodgers.

## Carrière professionnelle
Brian O'Malley étudie les Beaux-Arts à l'Institut de technologie de Dublin (Dublin Institute of Technology), College of Marketing and Design en 1994, se spécialisant en sculpture, avant de passer à la musique vidéo et à la direction de court-métrage. Il réalise des publicités télévisées depuis 2001.
O'Malley écrit et réalise les courts métrages Screwback (2005) et Crossing Salween (2010).
En 2005, il remporte le prix Hartley Merrill Screenwriting pour son scénario de long métrage SISK, coécrit avec Terry McMahon et Mark O'Rowe.
Brian O'Malley est principalement connu pour le film gothique d'horreur Let Us Prey, mettant en vedette Liam Cunningham, film qui a remporté le Méliès d'Argent du meilleur long métrage européen fantastique lors de sa première mondiale au Festival international du film fantastique de Bruxelles en 2014.
Son deuxième long métrage, The Lodgers, une histoire gothique de fantôme située en Irlande rurale en 1920, dont la post-production est terminée en avril 2017, parle des jumeaux orphelins Rachel et Edward, qui résident dans le manoir délabré qu'ils partagent avec leurs tourmenteurs fantomatiques,.

## Filmographie partielle

### Au cinéma
- 2005 : Screwback (court métrage)  (scénariste et réalisateur)
- 2010 : Crossing Salween (court métrage) (scénariste et réalisateur)
- 2014 : Let Us Prey (réalisateur)
- 2017 : The Lodgers (réalisateur)

## Récompenses et distinctions
- (en) Brian O'Malley: Awards, sur l'Internet Movie Database